# Lophothericles popovi
Lophothericles popovi är en insektsart som beskrevs av Marius Descamps 1977. Lophothericles popovi ingår i släktet Lophothericles och familjen Thericleidae. Inga underarter finns listade i Catalogue of Life.